# St. Stephanus (Paderborn)

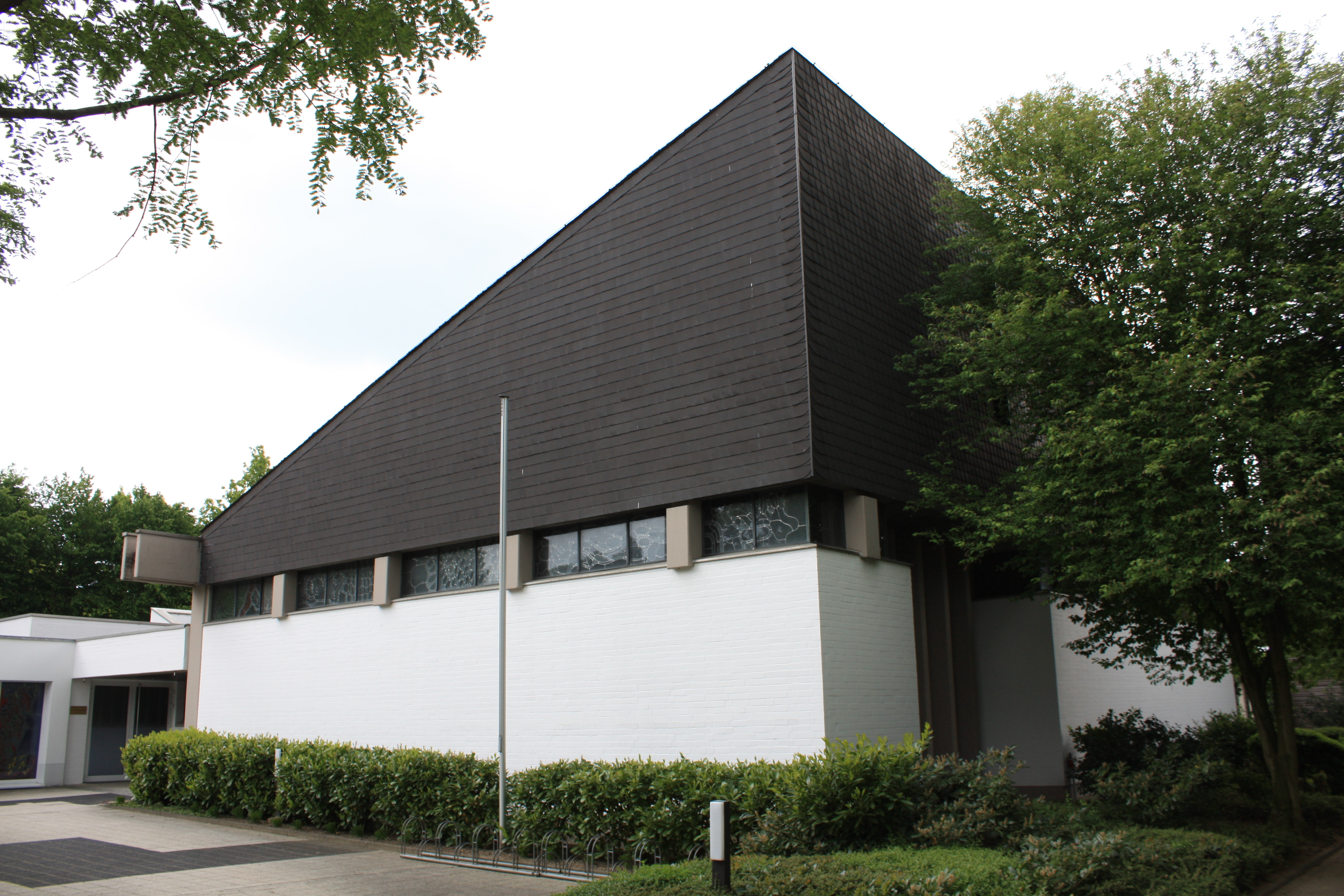
St. Stephanus in Paderborn

St. Stephanus ist eine katholische Kirche der katholischen Kirchengemeinde St. Bonifatius in Paderborn, Nordrhein-Westfalen. Strukturell gehört die Kirche zum Pastoralverbund Paderborn Nord-Ost im Dekanat Paderborn im gleichnamigen Erzbistum. Das Gebäude ist ortsbildprägend.

## Geschichte
Die Gemeinde St. Stephanus wurde in den 1960ern im Osten der Stadt Paderborn errichtet. Die junge Gemeinde, die in einem neuen Wohngebiet mit vielen Spätaussiedlern entstand, wurde von der Mutterpfarre Busdorf betreut.
Nach einem Architektenwettbewerb im August 1973 wurde die Kirche nach dem Entwurf von Joachim Tebel gebaut. Ein Entwurf von Hans Haas konnte zwar einen Preis gewinnen, kam jedoch nicht zur Ausführung. 1974 wurde ein Pfarrhaus gebaut. Die Kirche wurde am 16. März 1975 von Erzbischof Johannes Joachim Degenhardt geweiht. Zum Pfarrvikar wurde Philipp Schniedertüns berufen.
Im Jahr 1980 erfolgte die Erhebung zur eigenständigen Pfarrei; Vikar Schniedertüns wurde zum Pfarrer ernannt. Die Grundsteinlegung des Kirchturms erfolgte am 8. Mai 2003. Im September desselben Jahres konnte er nach Plänen des Architekten Reinhard Schwakenberg fertiggestellt werden. Die Baukosten beliefen sich auf 230.000 Euro.
Nach dem Tode des Pfarrers Schniedertüns im Mai 2004 gehört die Gemeinde mit St. Bonifatius und St. Heinrich zum Pastoralverbund Paderborn Nord-Ost.
Zum 1. Januar 2013 wurde die selbstständige Pfarrei St. Stephanus aufgelöst und der benachbarten Pfarrei St. Bonifatius angeschlossen.

## Architektur

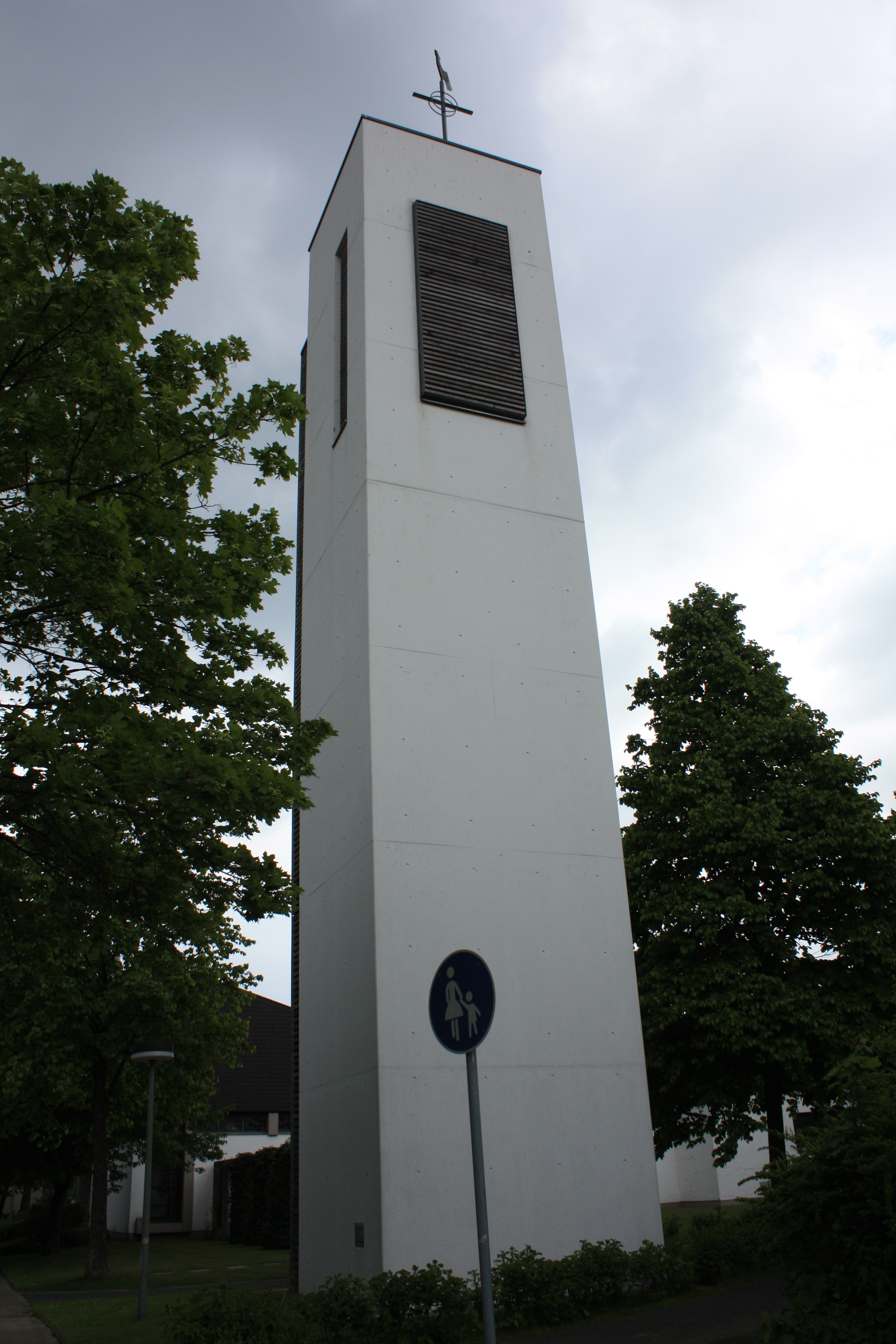
Turm der Kirche

Die Kirche befindet sich im Osten Paderborns in einer Wohnsiedlung am Berliner Ring. Sie erhebt sich auf einem rechteckigen Grundriss an den sich das später errichtete Pfarrzentrum anschließt. Zwei gegenläufige Pultdächer decken den niedrigen Bau aus hellen Wänden. Ein Lichtband umgibt die Kirche, die Seiten der Dächer sind mit Kunstschiefer bedeckt.
Der Kirchturm auf rechteckigem Grundriss ist 21 Meter hoch. Von außen lassen sich die sieben Geschosse in der weiß getünchten Betonstruktur erkennen. Die lang rechteckigen Schallöffnungen ziehen sich über die obersten drei Geschosse und sind mit Holz verkleidet. Auf dem Turm befindet sich ein Kreuz und darauf ein Wetterhahn. Im Turm hängen vier Glocken von 350 kg bis 1.350 kg und einer Gesamtmasse von 2,8 Tonnen.
Von Innen sind die Dachflächen mit Holz verbrettert. Zwei Schiebewände ermöglichen es, den Raum weiter zu unterteilen. Der Altarraum ist um zwei Stufen erhöht. Dort betonen zwei Fensterbahnen den Tabernakel.

## Ausstattung
Wilhelm Buschulte gestaltete die Kirchenfenster, ausgeführt von der Glasmalerei Peters. Die liturgische Ausstattung des Altarraumes fertigte Bildhauer Josef Rikus. Das Altarkreuz und die Tabernakelfront stammen von Heribert Cassau.